# 伊萬尼夫卡 (科留基夫卡區)
51°54′54″N 32°5′44″E / 51.91500°N 32.09556°E
伊萬尼夫卡（烏克蘭語：Іванівка）是烏克蘭北部切爾尼戈夫州科留基夫卡區斯諾夫斯克市鎮的村莊，面積1.56平方公里，海拔高度124米，2001年人口224，人口密度每平方公里143.6人。